# Hubert Patthey

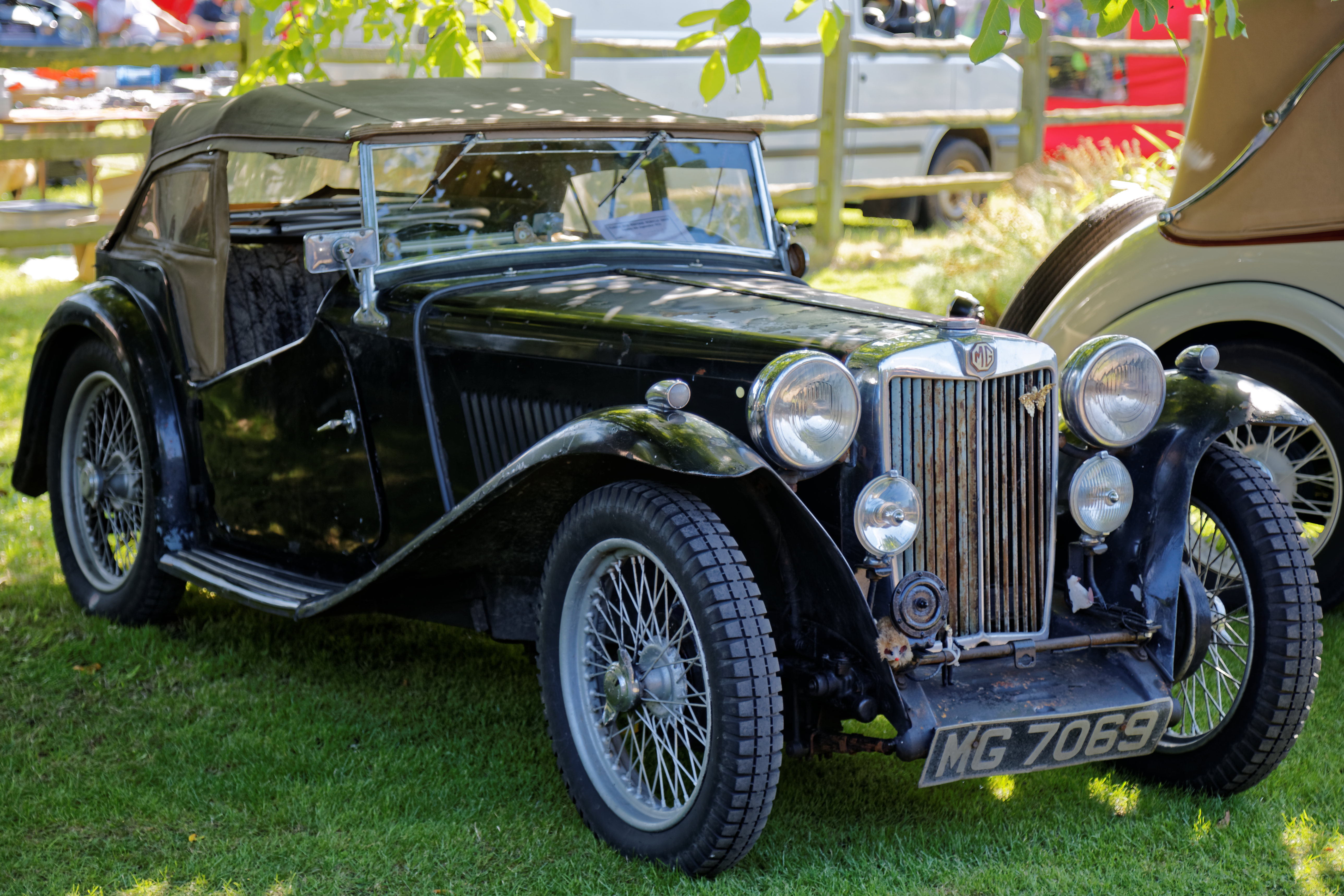
Auf einem MG TC gewann Hubert Patthey 1946 ein Sportwagenrennen in Lausanne

Hubert Patthey (* 19. November 1919 in Neuchâtel; † 30. November 2009 ebenda) war ein Schweizer Autorennfahrer, Unternehmer und Automobilfunktionär.

## Unternehmer und Funktionär
Hubert Patthey importierte nach dem Ende des Zweiten Weltkriegs französische und britische Sportwagen in die Schweiz. In seiner Werkstatt in Neuchâtel vertrieb er jahrelang Fahrzeuge von Alpine, AC Cars, Alvis Cars, H.R.G. und Aston Martin. Viele Jahre war er Funktionär des Automobil Clubs der Schweiz; von 1974 bis 1986 war er Präsident des ACS-Zweigs in Neuchâtel.
Patthey hatte eine Privatpilotenlizenz, war verheiratet und Vater zweier Töchter und einen Sohns.

## Karriere im Motorsport
1946 begann Hubert Patthey Bergrennen zu fahren und wechselte wenige Jahre später auf die Rundstrecke. Er bestritt nationale Sportwagenrennen – 1947 gewann er auf einem MG TC ein Sportwagenrennen in Lausanne – und war zweimal beim 24-Stunden-Rennen von Le Mans am Start. 1958 erreichte er mit Partner Georges Berger auf einem Werks-AC-Ace-LM den neunten Gesamtrang, 1959 fiel er nach einem Motorschaden am Aston Martin DB4 GT früh aus.

## Statistik

### Le-Mans-Ergebnisse
| Jahr | Team                  | Fahrzeug            | Teamkollege      | Platzierung | Ausfallgrund |
| ---- | --------------------- | ------------------- | ---------------- | ----------- | ------------ |
| 1958 | AC Cars Ltd.          | AC Ace LM           | Georges Berger   | Rang 9      |              |
| 1959 | Écurie Trois Chevrons | Aston Martin DB4 GT | Renaud Calderari | Ausfall     | Motorschaden |

### Einzelergebnisse in der Sportwagen-Weltmeisterschaft
| Saison | Team                  | Rennwagen        | 1   | 2   | 3   | 4   | 5   | 6   |
| ------ | --------------------- | ---------------- | --- | --- | --- | --- | --- | --- |
| 1958   | AC Cars               | AC Ace           | BUA | SEB | TAR | NÜR | LEM | RTT |
| 1958   | AC Cars               | AC Ace           |     | 9   |     |     |     |     |
| 1959   | Écurie Trois Chevrons | Aston Martin DB4 | SEB | TAR | NÜR | LEM | RTT |     |
| 1959   | Écurie Trois Chevrons | Aston Martin DB4 | DNF |     |     |     |     |     |